# 海老煎餅

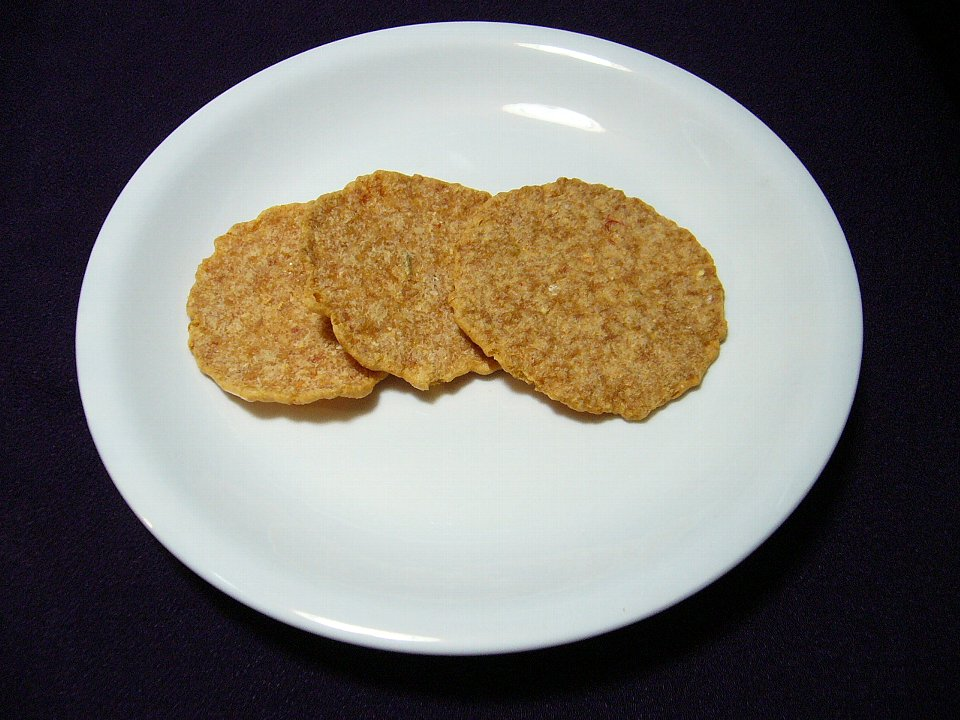
愛知県東海市の坂角総本舗の海老煎餅「ゆかり」

海老煎餅（えびせんべい）は、エビと馬鈴薯澱粉を主原料とする菓子。愛知県の特産品である。

## 製法
米を原料とする一般的な煎餅と異なり、ジャガイモなどから作られる澱粉とエビを材料として用いて製造される。エビを「そのまま」「乾燥させる」「身を磨り潰したもの」と澱粉を混ぜ、焼くか油で揚げたものである。もともとは製造過程で糊化と膨化を同時に行う製品（一度焼き）が多かった。しかし、油処理を入れず、糊化と乾燥により生地を作り、それを焙焼または油で揚げて膨化させる製品（二度焼き）が増えている。エビと米を使ったものは「エビおかき」、「エビかき餅」などと称される。

## 生産
愛知県が生産量日本一で約95％を占めている 。三河地方と知多地方が主な生産地で、その中でも西尾市一色地区が最多である。

## 歴史
この地域で獲れながらも食用の需要が無く、一部は乾燥加工され清（現・中華人民共和国）に「カジエビ」という名で輸出されていた「アカシャエビ」・「アカシエビ」と呼称されるエビを使い、蒲鉾等の練り物製造を営んでいた通称「かまぼこ文吉」が明治時代中期（明治27年頃や明治30年頃といわれる）に考案・製造し、その後に伊勢富田より往来した通称「ひげ貞」により多量のエビを処理する技法が編み出された事によって海老煎餅が安価で大量に製造できるようになったとされる。また、製菓会社『坂角総本舗』の創業者である坂角次郎が、江戸時代初期から尾張に伝わる「えびはんぺん」を1889年に加工して作成したとも言われている。

## 種類
- 海老満月 - 乾燥エビをそのままの姿で使用。海草をあしらい一つの世界を作る。丸に成形されることから海老満月と称する。
- ゆかり - エビを殻のまま磨り潰して使用。エビの含有量が一般的なものより多く濃厚な味が特徴。
- えびみりん揚げ - 一般的な塩味ではなく、みりんをまぶして揚げたもの。
- いかぶつ - エビではなくイカを材料にしたもの。
- アーモンド揚げ - 中央にアーモンドを縦半分にスライスしたものを乗せ揚げたもの。
- えびチップス - 海老と澱粉をあわせ薄く平らにし揚げたもの。
- その他 - 梅味、わさび味、カレー味など多数。